# Club Deportivo Social Bancoper
O Club Deportivo Social Bancoper, foi um clube peruano da cidade de Lima, que no voleibol tinha um time profisisonal no naipe e disputou o Campeonato Peruano (Série A nas décadas de 80 a 90  e também disputou o Campeonato Sul-Americano de Clubes.

## Histórico
O Deportivo Bancoper foi criado no inicio da 2 de janeiro de 1959  e inscrito como associação  em 15 de junho de 1993, ocorrendo baixa da atividades em 2011.Em 1979, chegou a final com Campeonato Peruano, na época chamado de Divisão Superior Nacional de Voleibol DISUNVOL,  sendo derrotado pelo Club Deportivo JUCU e mais adiante no ano de 1993, novamente disputou o título nacional, mas, foi derrotado pelo Club Alianza Lima Vóley.
Em 1994 passa a se chamar Cristal Bancoper que mais tarde daria origem ao Sporting Cristalconquistou o título da Divisão Superior Nacional de Voleibol "DISUNVOL" e  vice-campeão na edição do ano de 1995 quando derrotado pelo Deportiva Sipesa.
Obeteve medalhas em edições do Campeonato Sul-Americano de Clubes, obtendo a medalha de prata em 1980 em Buenos Aires  após perder a final para o time brasileiro Fluminense, e também possui a medalha de bronze obtida em 1984, competição sediada em Lima, quando venceu  o Deportivo San Martín

## Títulos conquistados
| Concorrência                       | Campeão | Vice-campeão | Terceiro posto |
| ---------------------------------- | ------- | ------------ | -------------- |
| Campeonato Sul-Americano de Clubes | 0       | 1 (1980)     | 1 (1984)       |

Liga Nacional Superior de Voleibol (LNSV) (1)
| Concorrência                                  | Campeão | Vice-campeão   |
| --------------------------------------------- | ------- | -------------- |
| Liga Nacional Superior de Voleibol (LNSV) (1) | 1994    | 1979,1993,1995 |